# والتر كورك
والتر كورك (بالإنجليزية: Walter Crook)‏ (28 أبريل 1912 في المملكة المتحدة - 27 ديسمبر 1988 في المملكة المتحدة) هو مدرب كرة قدم ولاعب كرة قدم إنجليزي في مركز الدفاع. شارك مع منتخب إنجلترا لكرة القدم. أما مع النوادي، فقد لعب مع بلاكبيرن روفرز وبولتون واندررز.